# Johann Albert Fabricius

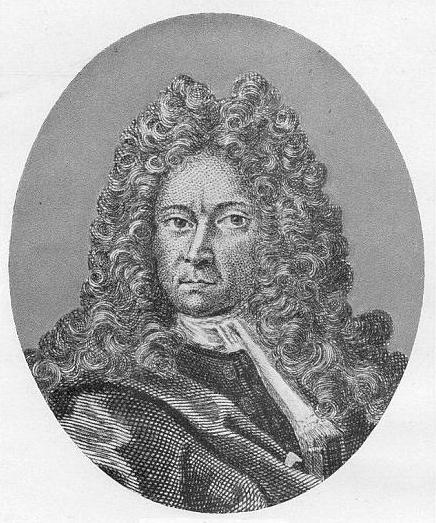
Johann Albert Fabricius.

Johann Albert Fabricius (11 de noviembre de 1668 - 30 de abril de 1736) fue un investigador clásico y bibliógrafo alemán.
Nació en Leipzig. Su padre, Werner Fabricius, director de música en la iglesia de San Pablo de la ciudad, fue autor de varias obras, siendo la más importante Deliciae Harmonicae (1656). Johann recibió su primera educación de su padre, quien en su lecho de muerte lo encomendó al cuidado del teólogo Valentin Alberti. 
Estudió con J. G. Herrichen, y luego en Quedlinburg con Samuel Schmid. Fue en la biblioteca de Schmid, como más tarde contó, donde encontró los dos libros, el compendio Adversariorum libri LX de Kaspar von Barth (1624) y el Polyhistor de Daniel Georg Morhof (1688), que le sugirieron la idea de su Bibliothecæ, el tipo de obra que terminaría fundando su gran reputación.
Habiendo regresando a Leipzig en 1686, publicó anónimamente (dos años después) su primera obra, Scriptorum recentiorum decas, un ataque a diez escritores de la época. Decas Decadum, sive plagiariorum et pseudonymorum centuria (1689) es la única de sus obras que firmó con el nombre Faber. Entonces se dedicó a estudiar medicina, que sin embargo abandonaría por la teología. Habiendo marchado a Hamburgo en 1693, se propuso viajar al extranjero, pero los gastos de su educación habían consumido todo su patrimonio e incluso le había dejado en deuda con su fiduciario, por lo que se vio obligado a abandonar este proyecto.
Así permaneció en Hamburgo en el cargo de bibliotecario de J. F. Mayer. En 1696 acompañó a su patrón a Suecia y no mucho tiempo después de su regreso fue candidato a la silla de lógica y filosofía. Los votos estuvieron divididos entre Fabricius y Sebastian Edzardus, uno de sus oponentes, y el empate se resolvió por sorteo en favor de Edzardus, pero en 1699 Fabricius sucedió a Vincent Placcius en la silla de retórica y ética, puesto que conservó hasta su muerte, rechazando invitaciones a Greifswald, Kiel, Giessen y Wittenberg. Murió en Hamburgo.
A Fabricius se le atribuyen 128 libros, pero muchos ellos simplemente los editó. Uno de los más famosos y trabajados es la Bibliotheca Latina (1697, republicado con mejoras y correcciones por J. A. Ernesti en 1773). Las divisiones de la compilación son: los escritores de la época de Tiberio, de estos a los de la de los Antoninos, luego hasta la decadencia del idioma, y por último fragmentos de autores antiguos y capítulos sobre literatura cristiana temprana. Una obra complementaria fue la Bibliotheca Latina mediae et infimae Aetatis (1734-1736; volumen suplementario por C. Schottgen, 1746; ed. Mansi, 1754). Su chef-d'oeuvre, sin embargo, es la Bibliotheca Graeca (1705-1728, revisada y continuada por G. C. Harles, 1790-1812), una obra que ha sido llamada justamente maximus antiquae eruditionis thesaurus. Sus divisiones están delimitadas por Homero, Platón, Jesús, Constantino y la toma de Constantinopla en 1453, mientras una sexta sección está dedicada a la ley canónica, la jurisprudencia y la medicina.
De sus restantes obras merecen mención: Specimen elencticum historiae logicae, un catálogo de los tratados sobre lógica que conocía (1699); Bibliotheca Antiquaria, un informe de los escritores cuyas obras ilustraban antigüedades hebreas, griegas, romanas y cristianas (1713); Centifolium Lutheranum, una bibliografía luterana (1728); Bibliotheca Ecclesiastica (1718). Su Codex Apocryphus (1703) sigue considerándose indispensable como autoridad sobre la literatura cristiana apócrifa. Pueden encontrarse detalles de la vida de Fabricius en De Vita et Scriptis J. A. Fabricii Commentarius, escrito por su yerno, H. S. Reimarus, el conocido editor de Dion Casio, publicado en Hamburgo, 1737; véase también C. F. Bähr en Allgemeine Encyclopaedie de Ersch y Gruber, e Hist. Class. Schol. iii de J. E. Sandys (1908).